# Manège militaire de Moss Park
Le manège militaire de Moss Park (Moss Park Armoury en anglais) est un bâtiment des Forces armées canadiennes situé dans le quartier de Moss Park (en) à Toronto en Ontario au Canada. Il a été construit au milieu des années 1960 et a été rénové en 2010.
Au sein des Forces armées canadiennes, un manège militaire est l'endroit où les unités de réserve s'entraînent, se rencontrent et paradent. Le manège militaire de Moss Park héberge plusieurs unités de la Première réserve de l'Armée canadienne. En fait, plus de 600 soldats s'y entrainent à chaque semaine.
En tant que structure militaire majeure dans le centre-ville de Toronto, le manège militaire de Moss Park a été lieu de plusieurs manifestations contre la guerre[Lesquelles ?].[réf. nécessaire]

## Unités
Le manège militaire de Moss Park héberge les unités suivantes :
- 25 Field Ambulance (en)
- 48th Highlanders of Canada
- 7th Toronto Regiment, RCA (en)
- The Queen's Own Rifles of Canada[1]

## Annexe